# 阿見町立阿見中学校
阿見町立阿見中学校（あみまちりつあみちゅうがっこう）は、茨城県稲敷郡阿見町にある公立中学校である。

## 概要
1947年（昭和22年）に設置された。
1980年（昭和55年）に阿見町立朝日中学校を、1986年（昭和61年）に阿見町立竹来中学校をそれぞれ分離している。

## 沿革
- 1947年（昭和22年）- 創立
- 1966年（昭和41年）- 朝日中学校と統合する
- 1967年（昭和42年）- 君原中学校、舟島中学校と統合する
- 1969年（昭和44年）- プール完成
- 1972年（昭和47年）- 弓道場完成
- 1980年（昭和55年）- 阿見町立朝日中学校を分離
- 1982年（昭和57年）- 武道館完成
- 1986年（昭和61年）4月 - 阿見町立竹来中学校を分離
- 1986年（昭和61年）- 第31回ソニー教育財団教育助成優良校認定[1]
- 1986年（昭和61年）- 県教育論文優秀賞受賞
- 1987年（昭和62年）- 第32回ソニー教育財団教育助成優秀校認定[1]
- 1988年（昭和63年）- 県福祉作文金賞受賞
- 1988年（昭和63年）- 県吹奏楽コンクール金賞受賞
- 1988年（昭和63年）- バドミントン全国大会男子団体の部3位入賞
- 1989年（平成元年）- 県民総合体育大会女子総合の部優勝
- 1990年（平成2年）- 「花と緑の環境美化コンクール」ダイナミック協会長賞受賞
- 1991年（平成3年）- ボランティア厚生労働大臣賞受賞
- 1992年（平成4年）- 公益財団法人幡谷教育振興財団理科教育優秀校認定
- 1994年（平成6年）- 「はつらつスクール」推進校
- 1998年（平成10年）- 「少年の主張全国大会」文部科学大臣賞受賞
- 2000年（平成12年）- バドミントン全国大会男子ダブルスの部優勝
- 2001年（平成13年）- バドミントン全国大会男子ダブルスの部優勝
- 2003年（平成15年）- 「学ぶ楽しさ体験記」学校賞（県教育長賞）受賞
- 2003年（平成15年）- バドミントン全国大会男子団体の部3位入賞
- 2004年（平成16年）- バドミントン全国大会男子団体の部準優勝
- 2005年（平成17年）- 全国選抜剣道選手権女子団体の部優勝
- 2006年（平成18年）- 剣道全国大会女子の部優勝
- 2007年（平成19年）- ジュニアオリンピック陸上競技大会女子100mHの部優勝
- 2008年（平成20年）- 公益財団法人東京海上日動教育振興基金賞
- 2008年（平成20年）- 剣道関東大会男子の部優勝
- 2008年（平成20年）- 県民総合体育大会男子総合の部優勝
- 2009年（平成21年）- 県民総合体育大会男子総合の部準優勝
- 2010年（平成22年）- 県民総合体育大会男子総合の部優勝
- 2011年（平成23年）- 天皇盃第19回全国都道府県対抗男子駅伝競走大会出場[2]
- 2011年（平成23年）- 第36回県選抜中学校野球大会優勝
- 2011年（平成23年）- バドミントン関東大会男子の部3位入賞
- 2011年（平成23年）- 弓道関東大会男子個人の部3位入賞
- 2012年（平成24年）- 剣道関東大会男子の部3位入賞
- 2013年（平成25年）- 都道府県対抗男子駅伝大会出場
- 2013年（平成25年）- 県民総合体育大会弓道女子の部優勝
- 2014年（平成26年）- 文部科学省スーパー食育スクール（SSS）指定校[3]
- 2014年（平成26年）- 弓道関東大会男子の部3位入賞
- 2015年（平成27年）- 県民総合体育大会バドミントン競技中学生男子団体の部優勝[4]
- 2015年（平成27年）- 県民総合体育大会バドミントン競技中学生男子シングルスの部優勝[4]
- 2016年（平成28年）- 第46回全国中学校剣道大会男子個人の部準優勝[5]
- 2017年（平成29年）- 県民総合体育大会弓道競技中学生男子の部優勝[6]

## 学校経営構想
2019年現在

### 校訓
勤勉・至誠・剛健

### 教育目標
心豊かでやる気に満ちた実力のある生徒を育てる

### 目指す生徒像
1. 自ら学び、自ら考える、意欲のある生徒
2. 心豊かで気品のある生徒
3. 礼儀正しく、親切で思いやりある生徒
4. 郷土を愛し、自分に誇りを持つ生徒
5. 心身共に健康でたくましい生徒

## 学校行事
2019年現在
- 4月 - 始業式、入学式、新入生歓迎会、身体測定、避難訓練、交通安全教室（1年）、PTA総会、家庭訪問
- 5月 - 修学旅行（3年）、各種検診、中間テスト、宿泊学習（1年）、校外学習（2年）
- 6月 - 生徒総会、実力テスト（3年）、郡総体、薬物乱用防止フォーラム、期末PTA、生きる講演会（3年）、期末テスト、県南総体
- 7月 - 実力テスト（3年）、体育祭結団式、終業式、保護者面談（1,2年）、三者面談（3年）
- 8月 - 職場体験学習、PTA愛校作業
- 9月 - 始業式、体育祭、郡新人戦、実力テスト（3年）、生徒会役員選挙
- 10月 - 引き渡し避難訓練、中間テスト、県南新人戦、秋輝祭（文化祭）、PTAバザー
- 11月 - 創立記念日、実力テスト（1,2年）、学力診断テスト（3年）、県新人戦、県民の日、保護者希望面談（1,2年）、三者面談（3年）、期末テスト
- 12月 - 租税教室（2年）、実力テスト（3年）、校内持久走大会、終業式
- 1月 - 始業式、学力診断テスト（1,2年）、実力テスト（3年）、入学説明会、教育相談（1,2年）、保護者面談（3年）
- 2月 - 実力テスト（3年）、期末テスト（1,2年）、学年末テスト（3年）、避難訓練、学年末PTA（1,2年）
- 3月 - 送る会、卒業式、修了式、離任式

## 部活動

### 設置されている部活動
- 野球部
- 陸上部
- 水泳部
- 剣道部
- 柔道部
- 卓球部
- サッカー部
- バドミントン部
- ソフトテニス部
- バレーボール部
- バスケットボール部
- 科学部
- 吹奏楽部
- 美術部
- 弓道部

## 通学区域
2018年現在。カッコ内は公民館の所在地に準拠。
- 阿見町
  - 阿見町立阿見小学校区（18地区）
    - 阿見（中郷西、三区上、三区下）、中央（中央東、中央西、中央南、中央北、富士団地）、若栗（北、宿、西方）、吉原（大砂、上吉原、中吉原、下吉原、新山）、鈴木、福田

  - 阿見町立阿見第二小学校区（5地区）
    - 阿見（阿見台、西郷、一区南、一区北、上郷）

## 敷地内の主な施設
本校舎、グラウンド、体育館、プール、テニスコート、弓道場、武道場

## 校区内の主な施設
- 阿見町立阿見小学校
- 阿見町立阿見第二小学校
- 阿見町立図書館
- 阿見町役場
- 阿見町立中央公民館
- 阿見町総合保健福祉会館（さわやかセンター）
- 茨城大学阿見キャンパス（農学部）
- 茨城県立医療大学
- 阿見郵便局
- 阿見中央一郵便局
- 阿見原郵便局
- 牛久警察署阿見地区交番
- 海軍航空殉職者慰霊塔
- 旧霞ケ浦海軍貯水池跡
- 自衛隊霞ケ浦駐屯地飛行場
- JA水郷つくば農産物直売所「愛菜園」

## 交通
- 関東鉄道バス停
  - 「阿見町役場前」より約130m
  - 「学校区」より約320m
  - 「県立医療大入口」より約340m
- JR東日本常磐線荒川沖駅より約4300m
- JR東日本常磐線土浦駅より約5400m

## 著名な出身者
- 飯田大祐 - プロ野球選手
- 杉山加代子 - 女子バレーボール選手
- 千葉繁 - 第8代阿見町長、第25代阿見町議会副議長[11]